# The Tokens
The Tokens  byla americká doo-wop kapela a producentská skupina z Brooklynu v New Yorku. Skupina měla čtyři skladby v top 40 v žebříčku Billboard Hot 100, všechny v 60. letech, přičemž jejich největší byl hit z roku 1961 "The Lion Sleeps Tonight", který si hodně vypůjčil z písně „Mbube“ z roku 1939 od jihoafrického zpěváka Solomona Lindy. Jsou také známí tím, že jejich původním členem byl Neil Sedaka, než se vydal na sólovou dráhu.

## Historie
Neil Sedaka založil v roce 1955 teenagerskou hudební skupinu nejdříve pod jménem Linc-Tones. Když skupinu v roce 1960 opustil a stal se úspěšným sólistou, změnili zbývající členové skupiny jméno skupiny na The Tokens a přeorientovali se z rockové na folkovou hudbu. Jejich debutová píseň vyšla v roce 1961.
Velký průlom přišel ještě v tom roce s písní The Lion Sleeps Tonight (Lev dnes v noci spí). Původně tato píseň byla napsána Solomonem Lindou v Jižní Africe, kde se nazývala Mbube. The Tokens zpívali první anglickou verzi této písně. Tato píseň se později stala hitem v mnoha jazycích.
Do roku 1970 následovalo ještě několik menších hitů v amerických hitparádách. Pak se oddělil Henry Medress od ostatních tří, kteří pokračovali pod jménem Cross Country. V roce 1973 mohli ještě jednou prorazit US Top 40. příčku s klasikou In The Midnight Hour od Wilsona Picketta.
Se začátkem nového století byla skupina znova aktivní pod jménem Tokens a vyjela na turné. V roce 2004 byla skupina přijata do Vocal Group Hall of Fame.

## Členové
- Jay Siegel
- Mitchell Margo
- Philip Margo
- Hank Medress

## Hity
- Tonight I Fell In Love 1961 (USA Platz 15)
- The Lion Sleeps Tonight 1961 (USA 1. místo, UK 11. místo)
- I Hear Trumpets Blow 1966 (USA 30. místo)
- Portrait Of My Love 1967 (USA 36. místo)